# Sestry Brontëovy (film)
Sestry Brontëovy je francouzský hraný film z roku 1979, který režíroval André Téchiné. Snímek měl světovou premiéru dne 9. května 1979.

## Děj
V první polovině 19. století v Haworthu na yorkshirských vřesovištích, vyrůstají čtyři děti rodiny Brontëových: Charlotte, Emily, Anne a jejich bratr Branwell. Všichni mají talent pro psaní. Charlotte, nejstarší, a Anne, nejmladší, se stanou guvernantkami u místních rodiny, zatímco Emily se nejraději toulá po vřesovištích. Charlotte a Emily cestují na kontinent, aby si zdokonalily francouzštinu s cílem otevřít si školu. Osud ale rozhodne jinak. Charlotte se zamiluje do jednoho ze svých učitelů. Branwell se stane domácím učitelem. Přemožen láskou k paní domu se propadá do alkoholu a drog. Jeho excesy a tuberkulóza ho přemohou. Emilie vydá Větrnou hůrku a krátce poté umírá na tuberkulózu. Po ní zemře i Anna. Charlotte bude jediná, která za svého života dosáhne úspěchu.

## Obsazení
| Isabelle Adjaniová  | Emily Brontëová             |
| Marie-France Pisier | Charlotte Brontëová         |
| Isabelle Huppertová | Anne Brontëová              |
| Pascal Greggory     | Branwell Brontë             |
| Patrick Magee       | Patrick Brontë, otec        |
| Hélène Surgère      | paní Robinson               |
| Roland Bertin       | pan Nicholls                |
| Alice Sapritch      | Elizabeth Branwell          |
| Roland Barthes      | William Makepeace Thackeray |
| Xavier Depraz       | pan Heger                   |
| Adrian Brine        | pan Robinson                |
| Julian Curry        | pan Smith                   |
| Renée Goddard       | Tabby                       |
| Jean Sorel          | Leyland                     |